# Priska Wismer-Felder
Pour les articles homonymes, voir Felder et Wismer.
Priska Wismer-Felder, née le 2 octobre 1970 à Sursee (originaire de Hohenrain et Rickenbach), est une personnalité politique suisse, membre du Centre. Elle est députée du canton de Lucerne au Conseil national depuis décembre 2019.

## Biographie
Priska Felder naît le 2 octobre 1970 à Sursee, dans le canton de Lucerne. Elle est originaire de deux autres communes lucernoises, Hohenrain et Rickenbach. Son oncle a siégé au Grand Conseil cantonal.
Elle rencontre à l'âge de 16 ans son futur mari, qui lui écrit peu après sa participation à l'émission télévisée Wetten, dass..?. Après avoir décroché en 1992 un diplôme d'enseignante au primaire, elle suit une année une école de paysannes à Sursee et exploite une ferme avec son mari tout en enseignant à temps partiel de 1991 à 2018. Elle dirige également pendant 19 ans un chœur de yodel pour enfants et se produit notamment à la télévision dans son propre groupe familial de yodel depuis 2015,.
Elle est mariée à Roland Wismer, membre du Parti libéral-radical, et mère de cinq enfants. Sa benjamine, Arlette, une des meilleures jeunes chanteuses de yodel de Suisse, est sa collaboratrice personnelle au Parlement.

## Parcours politique
Priska Wismer-Felder siège au Grand Conseil du canton de Lucerne de juin 2011 à novembre 2019. Elle s'y fait surtout remarquer sur les questions de formation.
Candidate en 2015 au Conseil national, elle manque de peu son élection. À nouveau candidate en 2019, elle accède au Conseil national grâce à l'élection d'Andrea Gmür-Schönenberger au Conseil des États. Elle est membre de la Commission de l'environnement, de l'aménagement du territoire et de l'énergie (CEATE). Elle est réélue en octobre 2023.
Engagée en faveur des énergies renouvelables, y compris dans sa ferme où elle a fait installer des panneaux solaires et prévoit encore des éoliennes, elle est vice-présidente de l'association de promotion de l'énergie éolienne Suisse Éole.

### Positionnement politique
Elle se profile en particulier sur les questions d'éducation.